# Sebastian Faulks

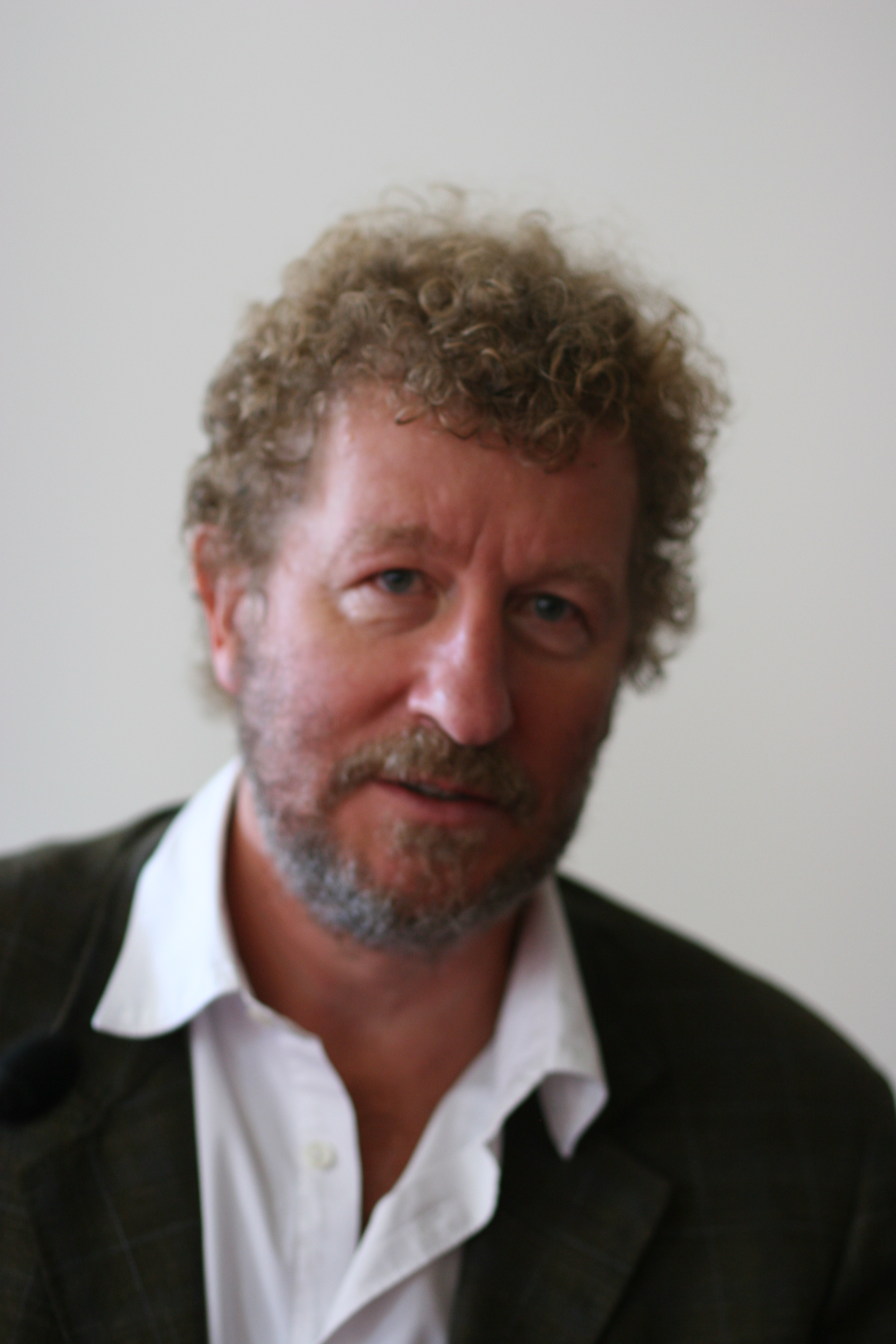
Sebastian Faulks

Sebastian Faulks es un autor británico nacido el 20 de abril de 1953.

## La esencia del mal
En julio de 2007, fue revelado que Faulks se había convertido en el último autor para escribir una novela de James Bond oficial, La esencia del mal ("Devil may care"), a petición de los propietarios de los derechos de autor del creador original de 007, el autor Ian Fleming. 
La novela, publicada en España por Seix Barral, se lanzó el 28 de mayo de 2008, aprovechando el centenario del nacimiento de Fleming.
La esencia del mal se desarrolla durante la guerra fría. Bond es viudo y vulnerable, pero permanece heroicamente galante y libidinoso.
Faulks terminó el libro en seis semanas y ha seguido el estilo de Bond con escenarios exóticos, mujeres encantadoras y villanos muy malos. Afirma que  La esencia del mal es aproximadamente el 80 por ciento Fleming y se desarrolla en 1967, el año después del último libro de Bond de Fleming - una colección de historias cortas llamadas Octopussy and the Living Daylights- qué se publicó tras la muerte del autor. Corinne Turner, la directora administrativa de Ian Fleming Publications que encargó el libro, dijo que la Familia Fleming " estabao encantada con el resultado ". Según el autor, Bond " ... ha sido por muchas cosas malas. Es ligeramente más vulnerable que cualquier Bond anterior pero al mismo tiempo es tan galán como seductor ".